# Liste des "quartiers fonctionnels" de la ville de Strasbourg

Carte des quartiers de Strasbourg.

Cet article détaille un découpage géographique en "quartiers fonctionnels" utilisé par la municipalité de Strasbourg, dans le Bas-Rhin. 

## Description

### Tissu urbain

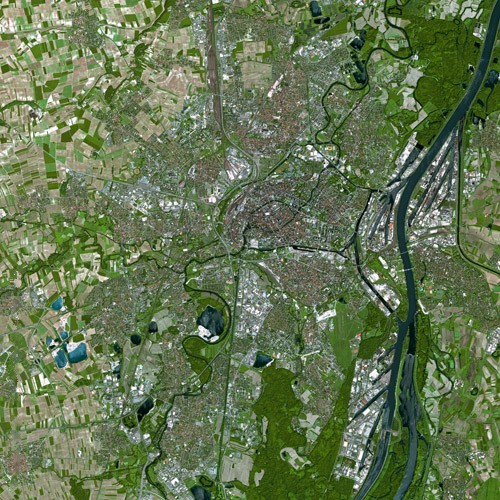
Strasbourg vue par le satellite SPOT.

Le centre historique de Strasbourg, qui occupe la Grande Île, se caractérise par des rues étroites typiquement médiévales, notamment autour de la cathédrale Notre-Dame et dans le quartier de la Petite France. Au nord, le vaste quartier allemand construit entre 1880 et 1914 s'étend de la gare centrale aux portes de l'Allemagne. Il est irrigué par de larges avenues rectilignes qui débouchent sur des zones moins denses, notamment sur le quartier des XV dont les premières constructions remontent au début du XXe siècle. Le sud-est est occupé par le quartier de la Krutenau, l'un des plus anciens de la ville. Un peu plus à l'est se trouve le quartier de l'Esplanade. Construit à partir des années 1960 pour faire face à la poussée démographique, il est essentiellement composé de grands immeubles (plus de dix étages) ce qui en fait le plus dense de la ville. Ce quartier accueille le campus central de l'université. 
Les quartiers centraux sont entourés par la « ceinture verte ». Il s'agit de l'ancienne zone non ædificandi qui faisait partie des défenses de la ville. Les constructions y sont limitées à 20 % de surface bâtis au sol (les routes, autoroutes et voies ferrées ne sont cependant pas considérées comme des constructions).
À l'ouest et au nord, les quartiers de Cronenbourg, Koenigshoffen et la Robertsau ont conservé leur aspect d'anciens faubourgs.
Au sud, les habitations de densité moyenne prédominent, comme dans le quartier de Neudorf. Les habitations les plus récentes sont réparties dans l'agglomération, mais aussi au sein de la commune, notamment dans les quartiers sud et sud-est de la ville Danube, Rives de l'Étoile et Porte de France. Dans les quartiers ouest et sud-ouest, on retrouve la plupart des logements sociaux de la ville construits dans les années 1960 et 1970 : cité Nucléaire à Cronenbourg, Hautepierre, Koenigshoffen, Montagne Verte, Elsau et Neuhof.
La ville compte deux zones industrielles : la plaine des Bouchers au sud-ouest et le Port du Rhin sur toute sa frange est.
Afin d'améliorer la desserte du Port du Rhin et du pont de l'Europe, la route du Rhin (RN4) a été réaménagée en avenue. Elle doit permettre à terme de désengorger le trafic des poids lourds sur cet axe majeur et ainsi contribuer à créer une nouvelle centralité transfrontalière en désenclavant le quartier du Port du Rhin. L'objectif principal étant de paysager l'entrée en France depuis l'Allemagne autour du symbole de la frontière et encourager une plus grande mobilité sur l'axe est-ouest, en sus de l'axe nord-sud. Strasbourg doit reconquérir les berges du Rhin en comblant sur cet axe les vides successifs provoqués par les dépendances et les friches industrielles. De l'habitat plus dense devrait donc apparaître, et connecter durablement Strasbourg aux franges du Rhin.

### Quartiers
Strasbourg compte 15 quartiers « fonctionnels ». Ces 15 quartiers ont vu le jour en 2013 après que la ville décida d'affiner le découpage des quartiers, qui comportait au départ 10 quartiers calqués sur les cantons de la ville, formant des regroupements de plusieurs véritables quartiers.
1. Bourse - Esplanade - Krutenau ;
2. Centre-ville ;
3. Gare - Tribunal ;
4. Orangerie - Conseil des XV ;
5. Cronenbourg ;
6. Hautepierre - Poteries ;
7. Koenigshoffen ;
8. Montagne Verte ;
9. Elsau ;
10. Meinau ;
11. Neudorf - Musau ;
12. Port du Rhin ;
13. Neuhof 1 ;
14. Neuhof 2 comprenant le Stockfeld et la Ganzau ;
15. Robertsau - Wacken (dont le quartier européen).